# 米克·格拿
米克·格拿（英語：Mike Grella，1987年1月23日—）是一名意大利裔美國足球運動員，司職前鋒。

## 球會生涯

### 青年
格拿生於紐約的格倫科夫並且他有一個非常成功的青年職業生涯。格拿在效力格倫科夫高校時獲選2003年和2004年巡遊雜誌年度全美國高中足球運動員和2004年全國高中美國國家足球教練協會年度最佳球員。格拿同時帶領他的球隊艾伯森紅色風暴（Albertson Red Storm）在2003年和2004年美國青年足球協會贏得全國錦標賽及紅色風暴青訓（Red Storm Academy）贏得2004年超級青年聯賽冠軍。格拿在杜克大學成為了大學生足球員，同時他亦是2008年第一隊全美甲級聯賽一隊陣容的其中一員。

### 職業
在2006/07年度，格拿加盟了長島狂野騎士。在2008年，格拿轉投了卡瑞紅葡萄酒。在2009年2月，格拿在2009年美職聯選秀中被多倫多FC在第三輪（第34名）被選中，然而，格拿拒絕了加盟這加拿大球會，並且希望在歐洲球壇發展。2009年1月，格拿在列斯聯試訓，並在預備組賽事中大演帽子戲法，吸引了列斯聯無限的注意，最終在2009年2月2日與列斯聯簽定了全職合約直至2009/10年賽季。
2009年2月14日，格拿在對哈德斯菲爾德的賽事中入替李爾·查度首次代表列斯聯處子上陣。
2010年10月12日，格拿被外借至卡素爾，為期一個月，期間合共上陣6場及射入2球，獲延長借用至翌年1月3日。
2011年1月20日，格拿被外借至馬瑟韋爾直至球季結束，但由於他在2010/11球季已經代表兩支球隊上陣，如果他在這球季代表第三支球隊上陣將違犯國際足協的規定，這宗轉會最終因而告吹。2011年2月24日他以緊急借用條款加盟英甲球會史雲頓直至球季結束，但簽入格拿的丹尼·威爾遜（Danny Wilson）在他加盟後上陣僅1場便辭職離隊，格拿在新任領隊保羅·赫特（Paul Hart）麾下初時仍受重用，於3月12日主場1-1賽和杜根咸更為球隊首開記錄。但自3月29日作客對艾斯特城開始的3場賽事被置於後備席，僅對哈特普爾後補上陣10分鐘，4月11日格拿以缺乏上陣機會要求提早結束借用返回列斯聯。
2011年8月26日格拿與列斯聯提前解約，並轉投英甲球會賓福特，期間在聯賽11場上陣僅有1場正選登場，沒有入球進帳，但在11月8日在英格蘭聯賽錦標6-0大勝中個人獨取4球。2012年2月14日賓福特宣佈與格拿提前解約，於2月27日格拿加盟另一支英甲球隊貝利，簽約至球季結束。

## 國際賽
格拿雖然作為美國U18和美國U20的國腳，但他卻同時持有美國和意大利的護照。

## 外部連結
- 足球数据库：米克·格拿的球员统计数据
- Duke Blue Devils Player Profile （页面存档备份，存于）